# Чухны (Гродненская область)
Чухны — деревня в Сморгонском районе Гродненской области Беларуси. Входит в состав Кревского сельсовета.
Деревня находится в 3 км от Крево в междуречье Кревлянки и Вишнёвки.
Расстояние до Сморгони — 23 км, до Гродно — 170 км, до Минска — 96 км.
Население — 53 человека (2019). Много дачников из столицы. В деревне нет магазина. Два раза в неделю приезжает автолавка.
В деревне родились геолог Павел Антонович Леонович и священник Франтишек (Чернявский).
К достопримечательностям деревни относятся макет Кревского замка (создатель — Сергей Бондаренко), а также жертвенный камень и два лабиринта из камней неподалёку от него.